# Fehértó
Fehértó is een plaats (község) en gemeente in het Hongaarse comitaat Győr-Moson-Sopron. Fehértó telt 476 inwoners (2001).